# Armand Collet
Henri Armand Victor Collet, ook genaamd Collet-Grosfils (Verviers, 22 mei 1815 - 3 januari 1892), was een Belgisch senator.

## Levensloop
Collet was een zoon van Jacques François Collet, lid van het Nationaal Congres en van Adelaïde Soumagne. Hij trouwde met Elisa Grosfils, dochter van volksvertegenwoordiger Pierre Grosfils-Gérard.
Hij was provincieraadslid in de provincie Luik vanaf 1846 en bestendig afgevaardigde van 1848 tot 1868.
In 1878 werd hij verkozen tot liberaal senator voor het arrondissement Verviers, een mandaat dat hij uitoefende tot in 1884.
In Verviers was hij lid van het discontokantoor van de Nationale Bank en lid van het Bestuur van de Burgerlijke Godshuizen.